# Rhynchonellida

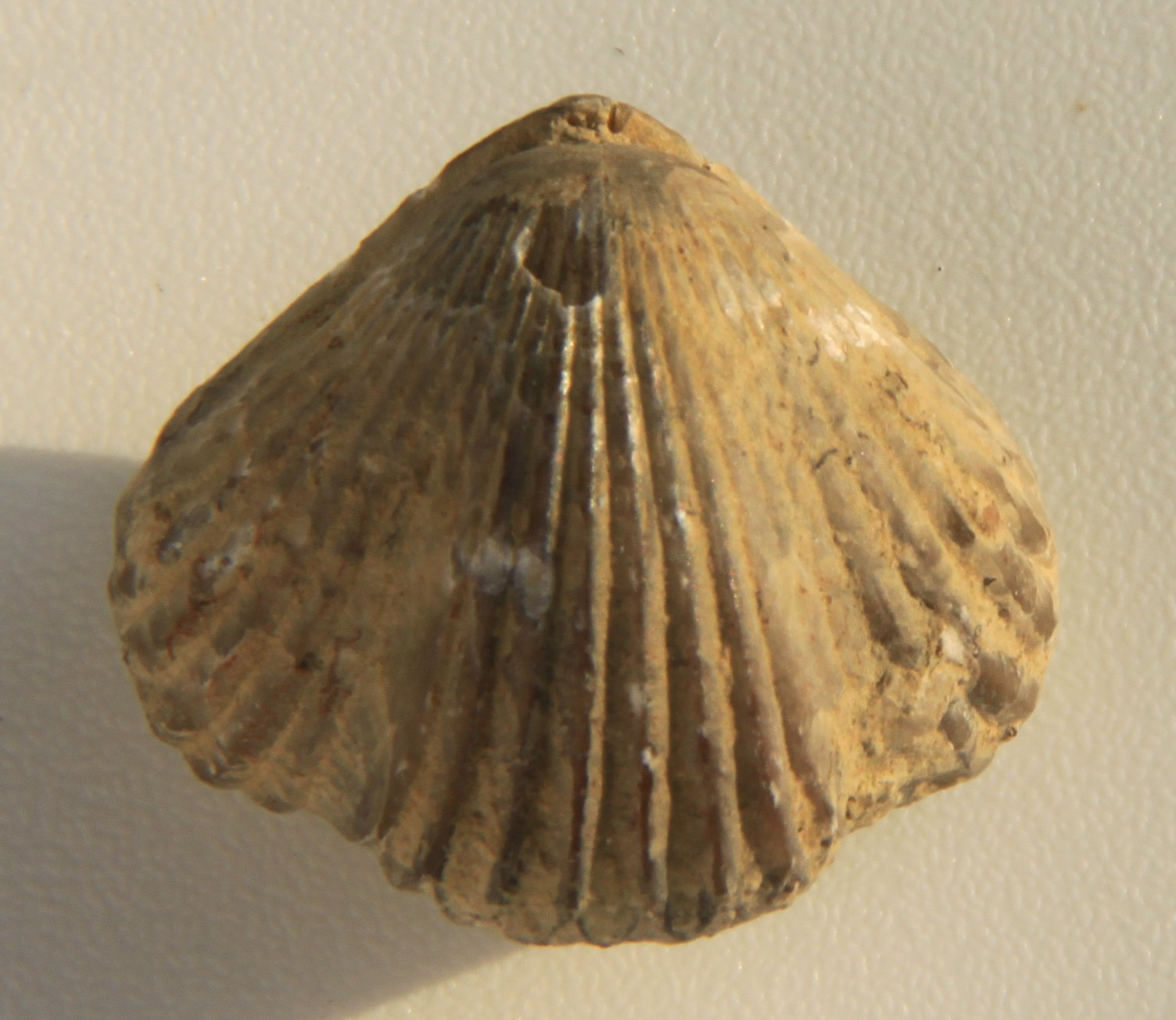
Homoeorhynchia meridionalis (lias Hiszpanii): muszla w widoku grzbietowym

Rhynchonellida – rząd ramienionogów, którego przedstawiciele występują od ordowiku do dziś.

## Charakterystyka
Rhynchonellida należą do podtypu Rhynchonelliformea, odpowiadającego w przybliżeniu dawniej wyróżnianej gromadzie ramienionogów zawiasowych (Articulata), którego przedstawiciele odznaczają się wapienną muszlą i obecnością zawiasów. W obrębie tego podtypu należą do gromady Rhynchonellata, wyróżnianej na podstawie mikrostruktury muszli.
Rynchonellidy odznaczają się dwuwypukłą muszlą, najczęściej nieperforowaną (ang. impunctate), zwykle posiadającą siodło (wypukłość) na skorupce grzbietowej i zatokę (wklęsłość) na skorupce brzusznej. Muszla często posiada ornamentację w postaci promienistych żeber (łac., ang. costae). Szkielet lofoforu w postaci krur; brachidium nie występuje.
Nazwa rzędu pochodzi od nazwy rodzaju Rhynchonella, utworzonej od greckiego słowa ῥύγχος (dziób) ze względu na pewne podobieństwo kształtu.

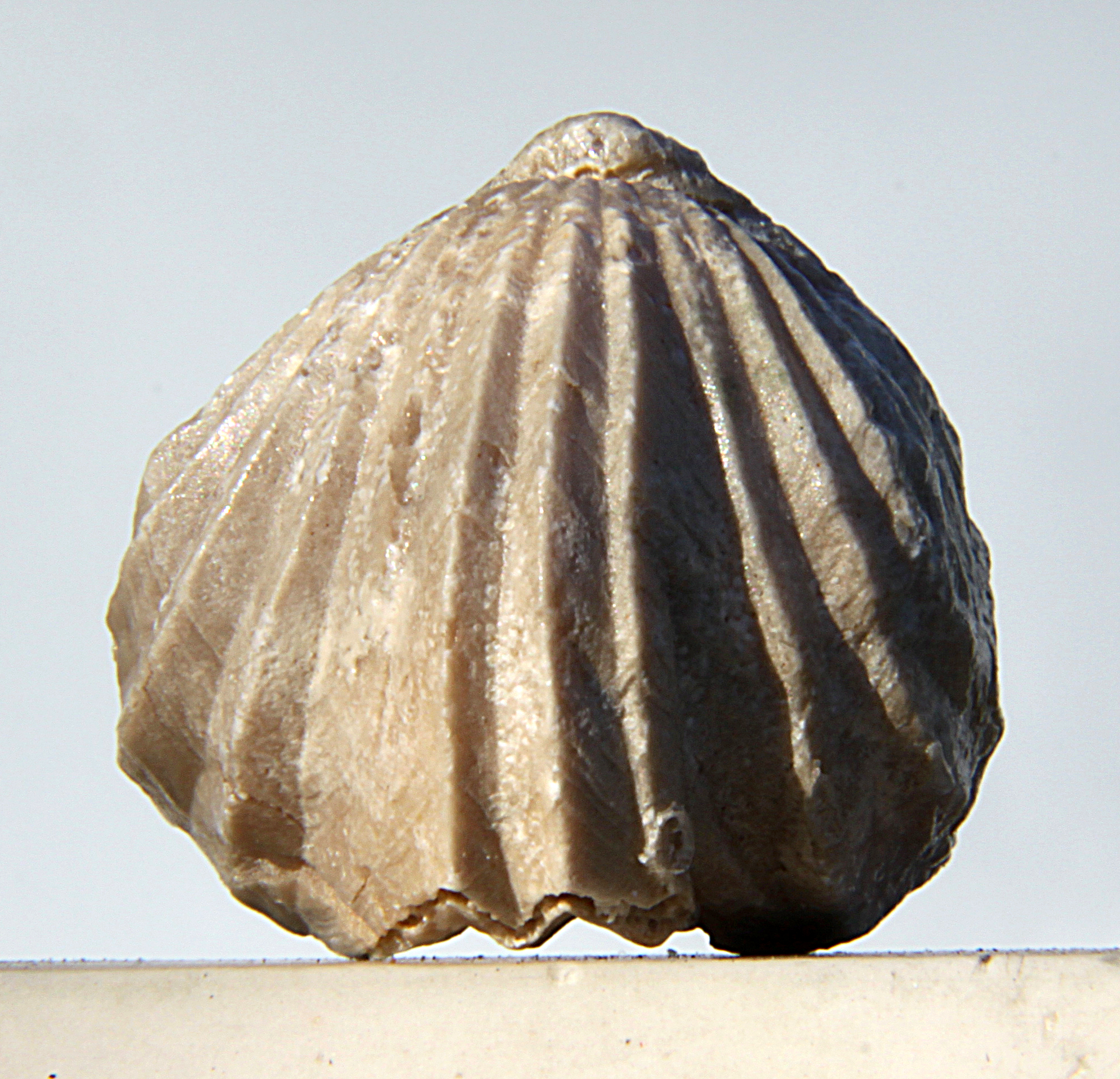
Isjuminella decorata z batonu Francji (widok od strony skorupki grzbietowej; widoczne żebra)
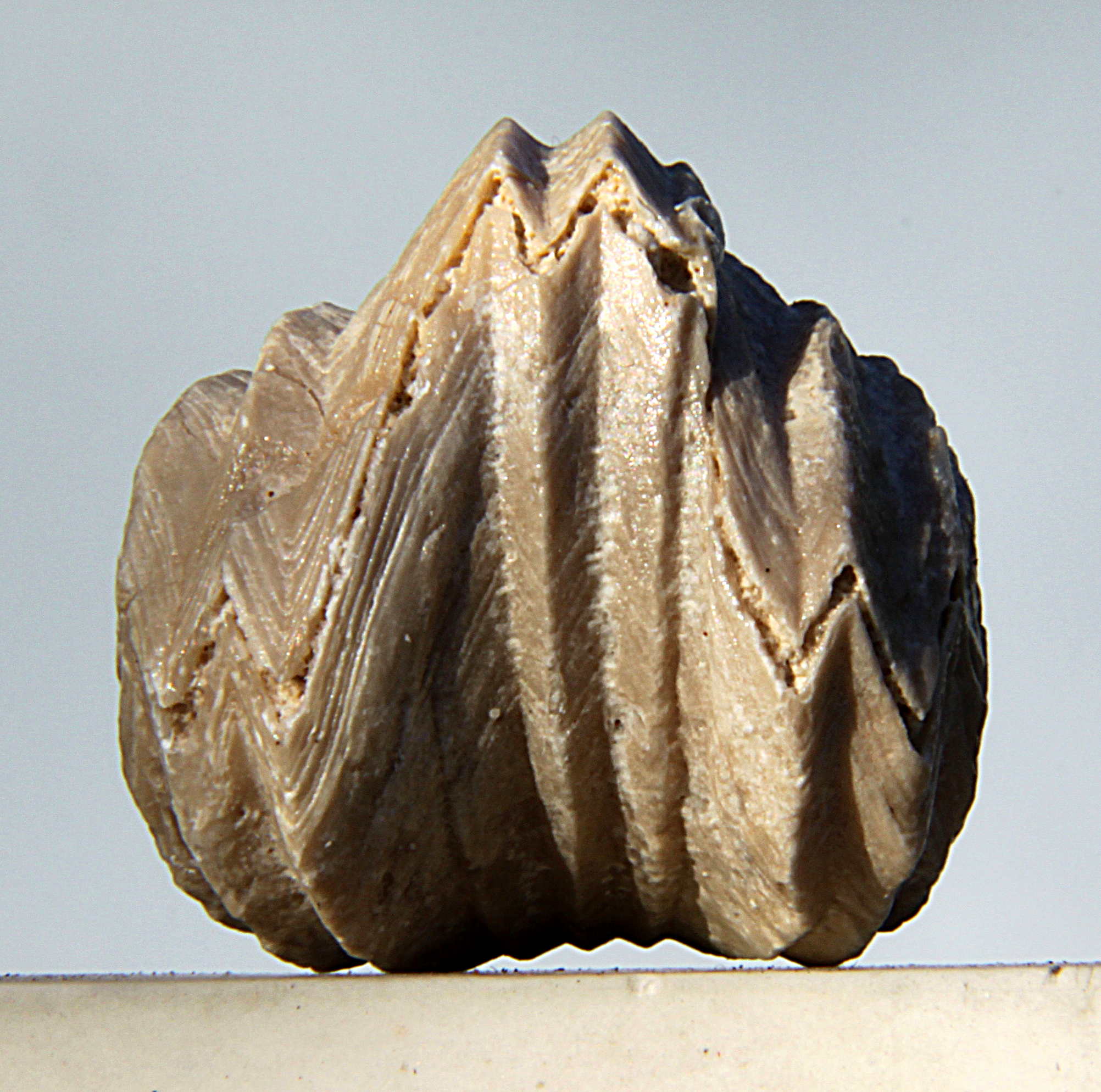
Widok z przodu: wyniesienie na skorupce grzbietowej (na górze figury) to siodło
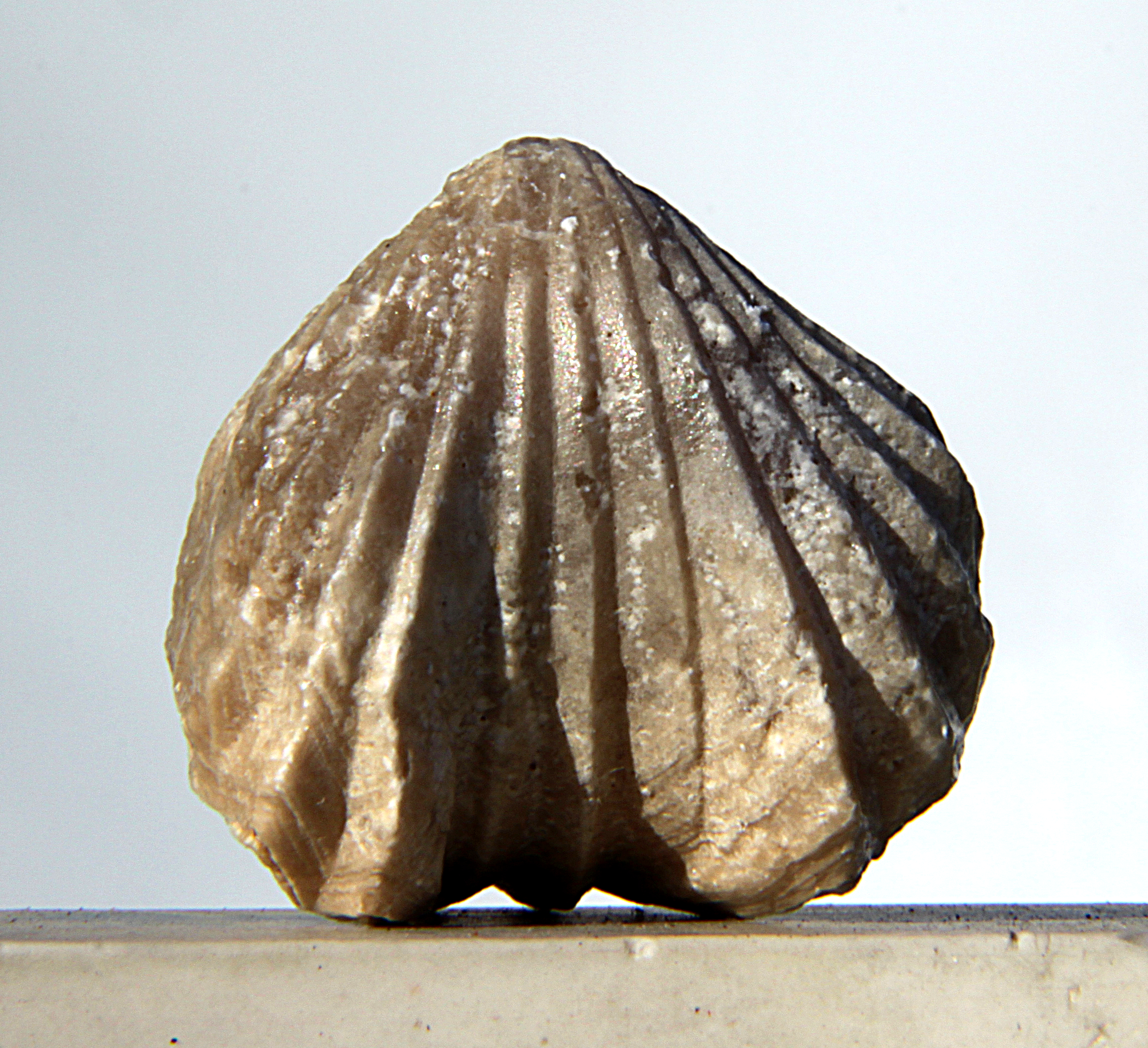
Widok od strony skorupki brzusznej: obniżenie w części zbliżonej do płaszczyzny symetrii to zatoka
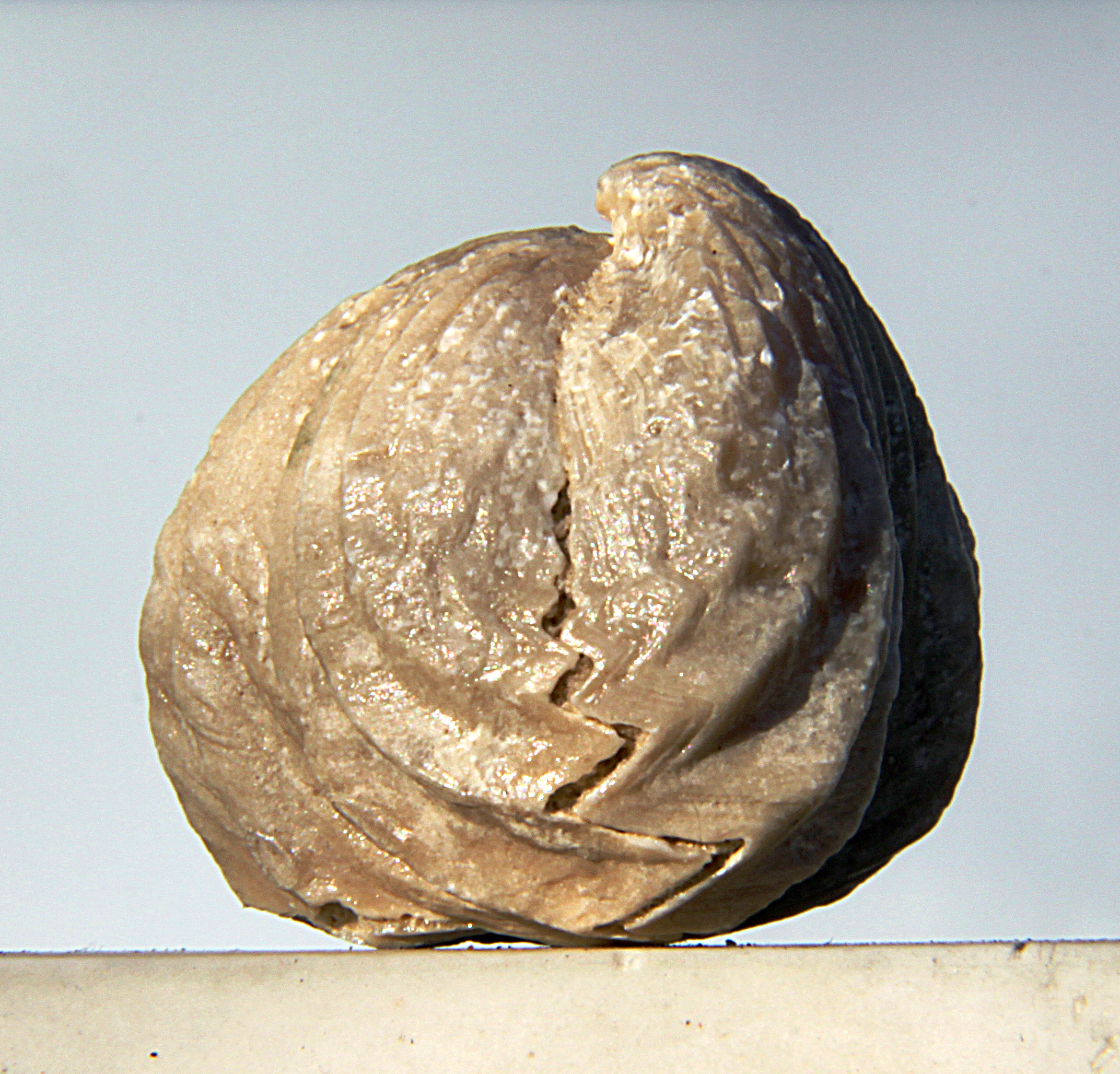
Widok z boku: przednia część skorupki brzusznej (w górnej części figury) nieco przypomina kształtem dziób ptaka

## Występowanie
Najstarsi przedstawiciele rzędu Rhynchonellida znani są ze środkowego ordowiku. We wczesnej kredzie występowały rynchonellidy z rodzaju Peregrinella, największe w dziejach rzędu (długość i szerokość przekraczały 10 cm); były one związane z ekosystemami zimnych wysięków.
Bogate w skali światowej są na przykład zespoły rynchonellidów dewonu zachodniej Kanady oraz liasu Anglii.
W Polsce rynchonellidy występują w utworach skalnych wielu okresów. Spomiędzy wyjątkowo bogatych względnie pospolitych, szczególnie dobrze rozpoznanych lub charakterystycznych zespołów można wymienić fauny od syluru po jurę.
- Częstymi skamieniałościami w sylurskich (ludlow–przidol) narzutniakach są przedstawiciele rodzaju Microsphaeridiorhynchus (dawniej zaliczani do rodzaju Camarotoechia)[12].
- Liczne rynchonellidy znane są z dewonu Gór Świętokrzyskich: ze środkowodewońskiej formacji skalskiej regionu łysogórskiego[13][14][15] oraz z górnego dewonu regionu kieleckiego[16][17].
- Szczególnie dobrze rozpoznana jest fauna rynchonellidów górnej jury[18][19]; z istniejących niegdyś kamieniołomów na Jasnej Górze (łac. Mons Clarus) opisano rodzaj i gatunek Monticlarella czenstochaviensis[20]. Fauna środkowojurajska jest znana słabiej[21].

Rodzaj Rhynchonella ujmowano niegdyś bardzo szeroko, zaliczając doń gatunki od ordowickich po dzisiejsze; obecnie nazwę tę stosuje się dla form późnojurajskich i wczesnokredowych.

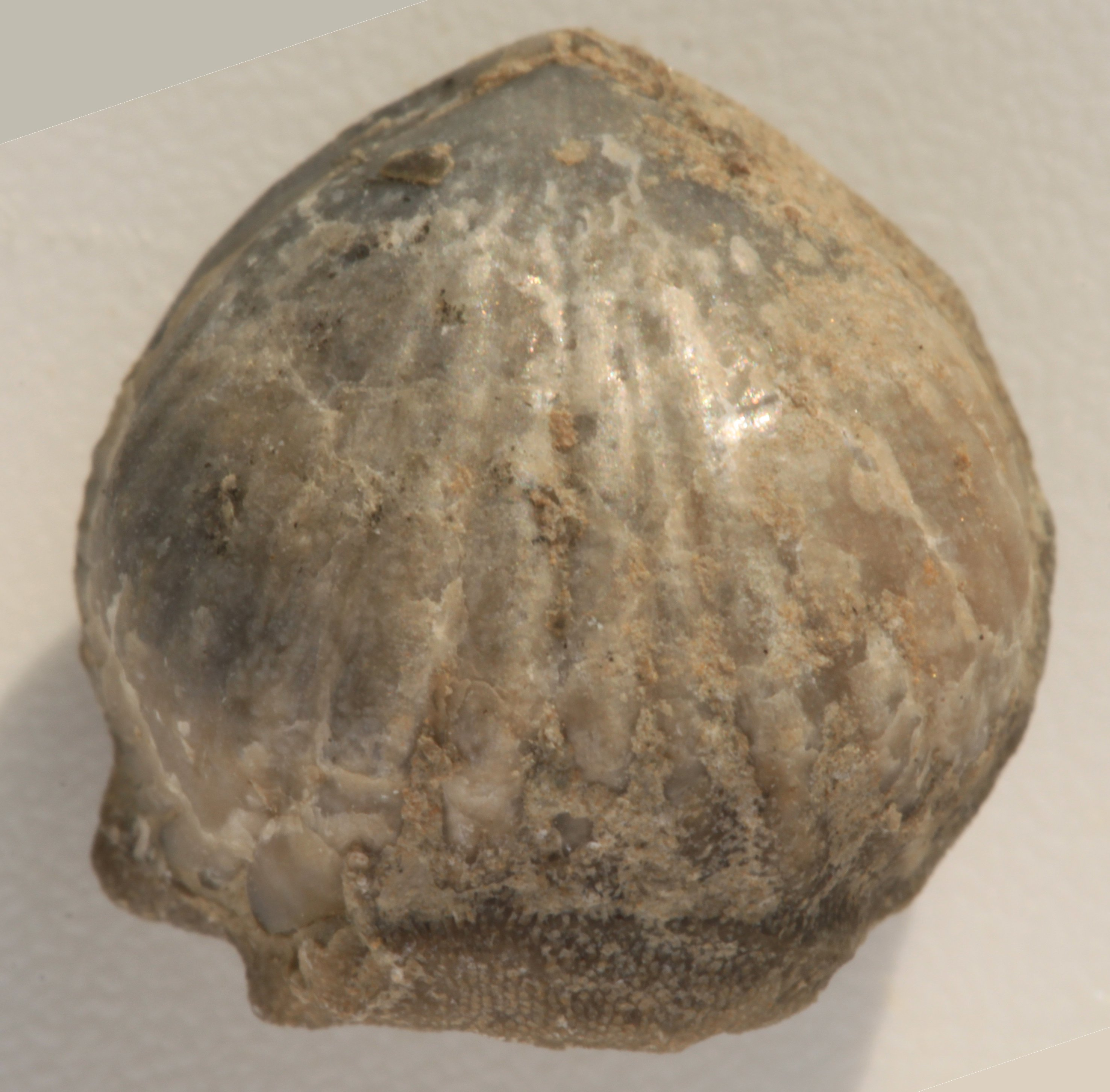
Sphaerirhynchia lindenensis (dolny dewon USA)
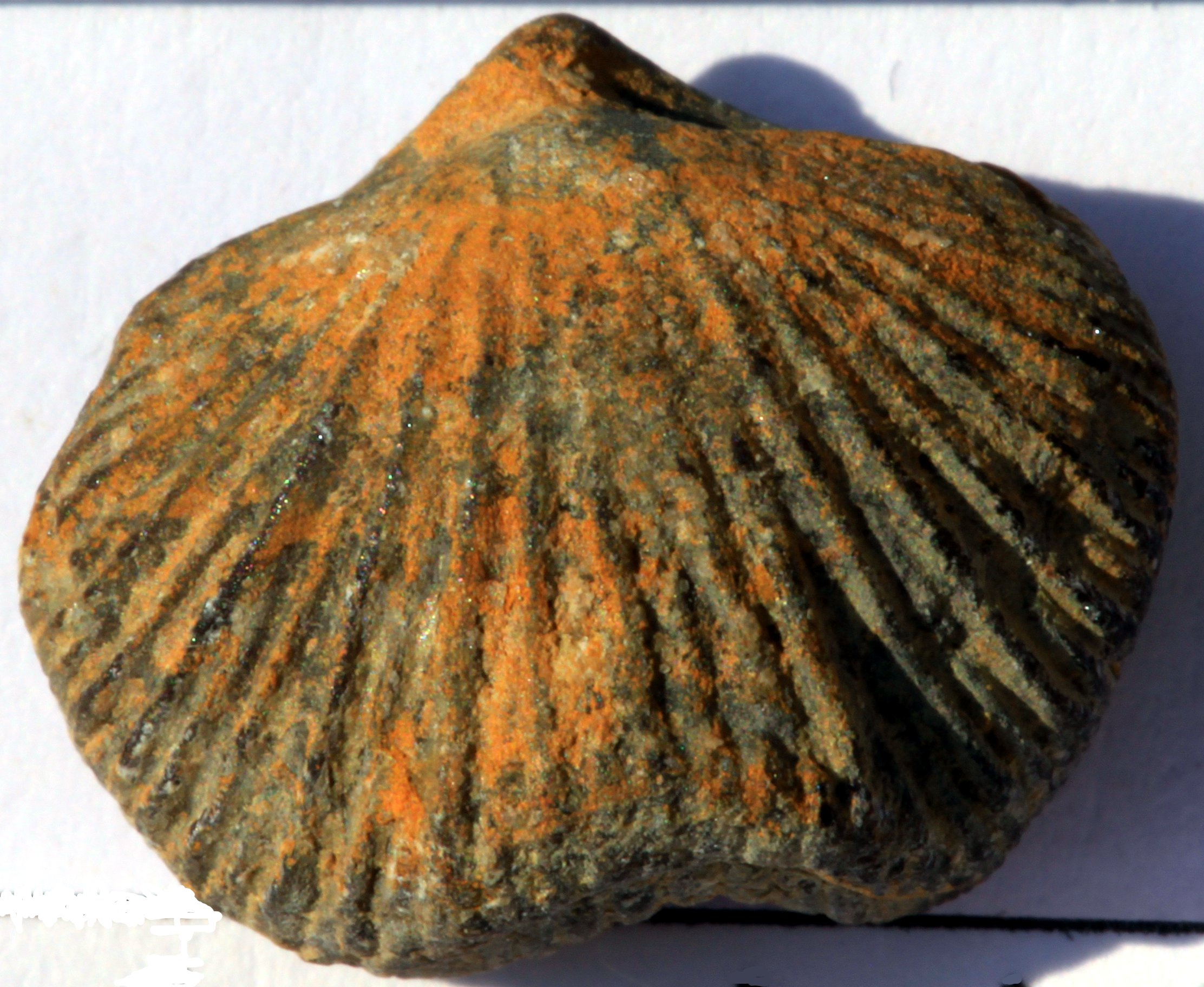
Primipilaria sp. (dewon środkowy Gór Świętokrzyskich)
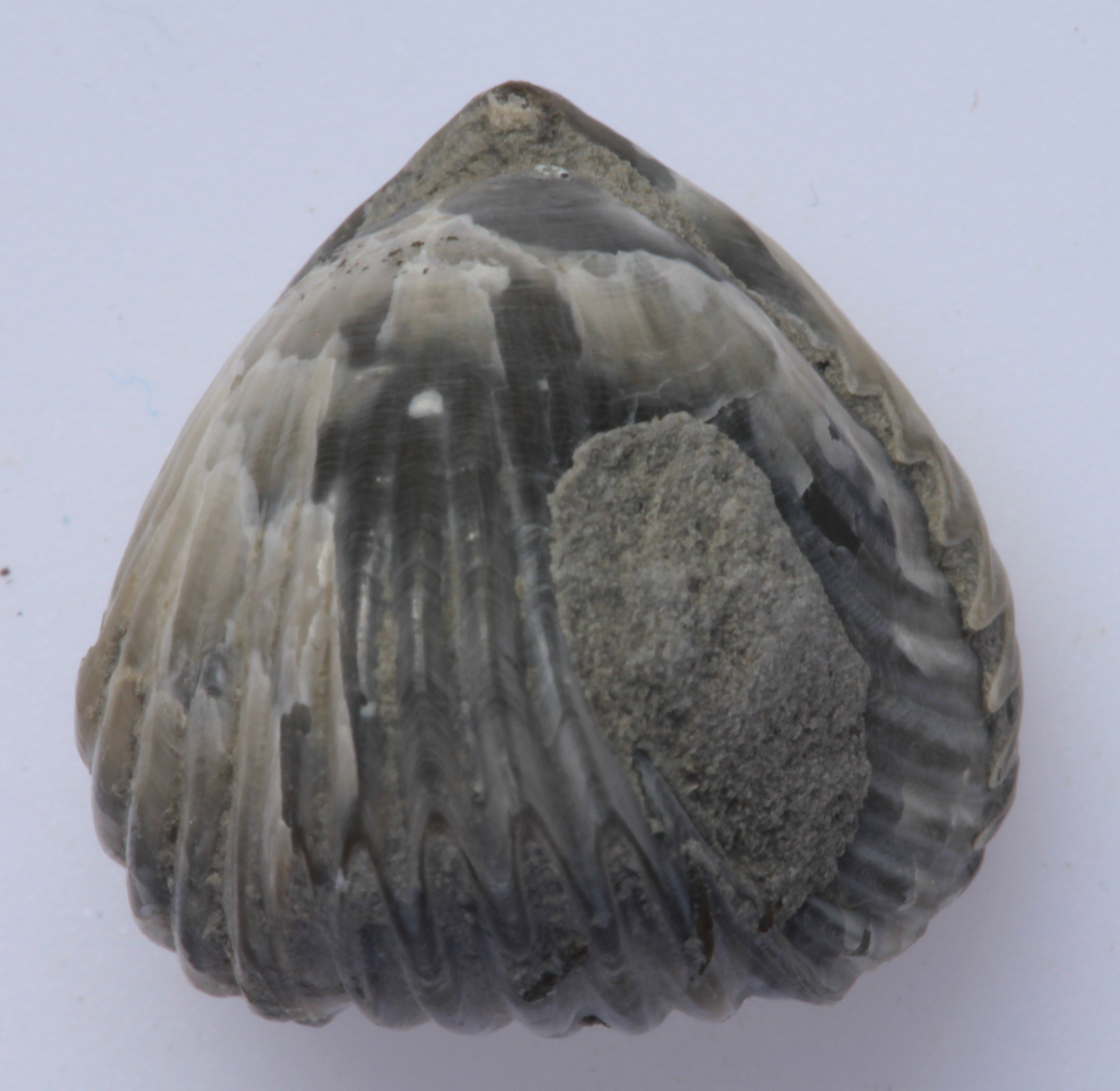
Rhynchonelloidella socialis (kelowej Anglii)
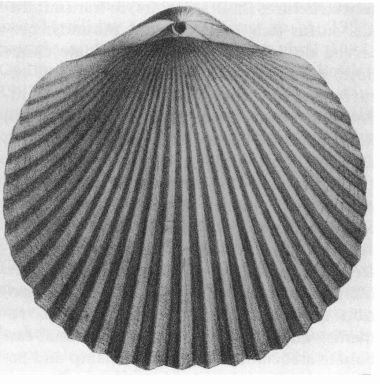
Peregrinella multicarinata (hoteryw Francji)
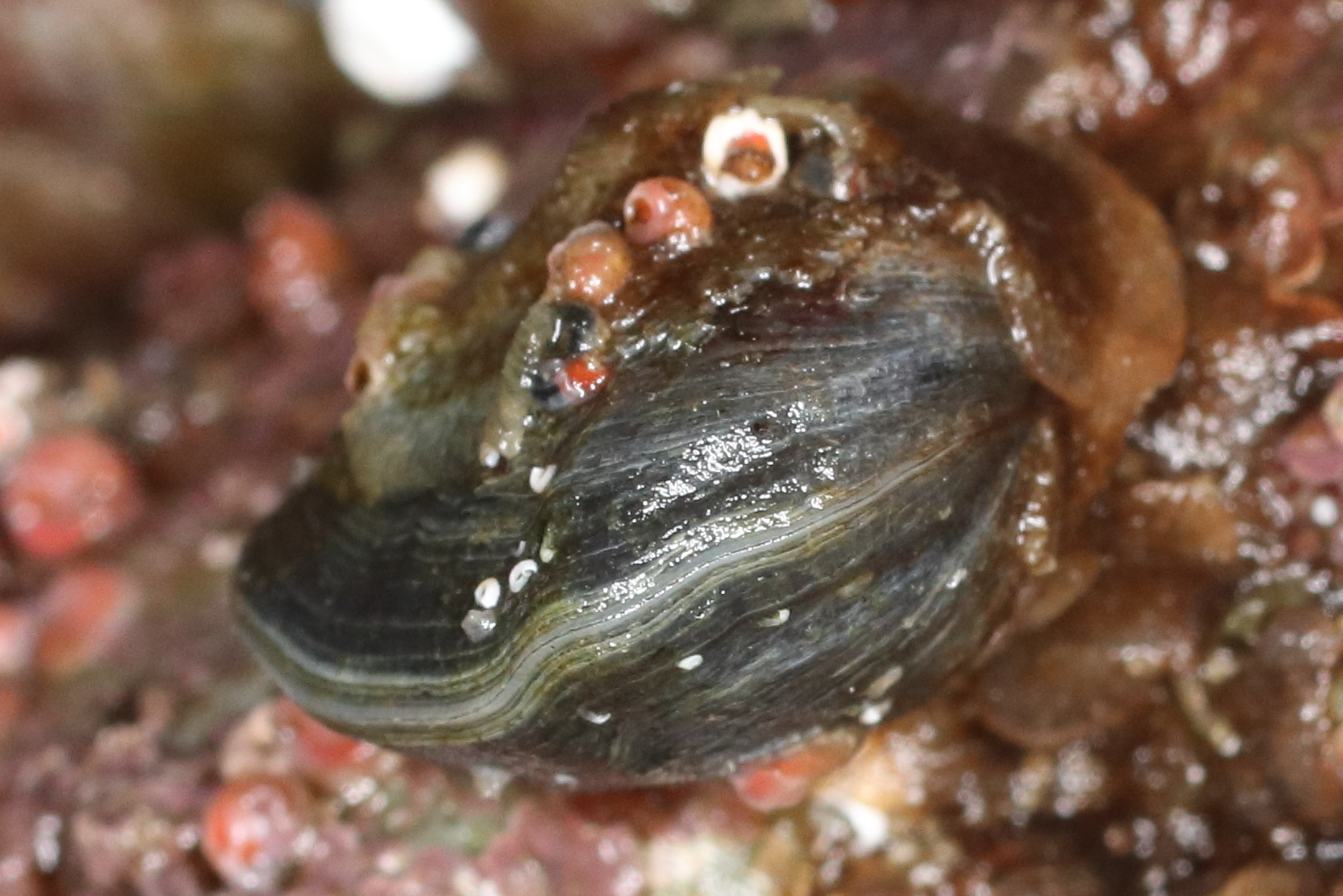
Hemithiris psittacea (dzisiejsza, pacyficzne wybrzeże Alaski)